# Bogoljubow-Indische Verteidigung
|   | a | b | c | d | e | f | g | h |   |
| 8 |   |   |   |   |   |   |   |   | 8 |
| 7 |   |   |   |   |   |   |   |   | 7 |
| 6 |   |   |   |   |   |   |   |   | 6 |
| 5 |   |   |   |   |   |   |   |   | 5 |
| 4 |   |   |   |   |   |   |   |   | 4 |
| 3 |   |   |   |   |   |   |   |   | 3 |
| 2 |   |   |   |   |   |   |   |   | 2 |
| 1 |   |   |   |   |   |   |   |   | 1 |
|   | a | b | c | d | e | f | g | h |   |

Die Grundstellung der Bogoljubow-Indischen Verteidigung nach 3. … Lf8–b4+
Bei der Bogoljubow-Indischen Verteidigung (auch kurz: Bogo-Indisch) handelt es sich um eine Eröffnung des Schachspiels.
Sie zählt zu den Geschlossenen Spielen und ist benannt nach Efim Bogoljubow, einem russisch-deutschen Weltklassespieler der ersten Hälfte des 20. Jahrhunderts. Ihr ECO-Code ist E11.
Jede ihrer Varianten beginnt mit den Zügen
1. d2–d4 Sg8–f6

2. c2–c4 e7–e6

3. Sg1–f3 Lf8–b4+

Die originale positionelle Idee von Bogo-Indisch ist Tausch der schwarzfeldrigen Läufer, um sich mit d7–d6 und e6–e5 im Zentrum entgegenzustemmen und die weißen Zentrumsbauern auf weiße Felder festzulegen, nämlich auf e4 und d5. Ein weißfeldriger Läufer von Weiß wäre dann etwas schlechter als der weißfeldrige von Schwarz. Es geht also um das strategische Konzept "guter Läufer vs. schlechter Läufer".
Ein weiterer Aufbau von Schwarz könnte b7–b6, Lc8–b7, Sf6–e4, f7–f5 und ein Königsangriff nach Holländischem Muster mit 0–0, Tf8–f6, Tf6–h6 sein.

## Hauptvarianten
Nach 3. … Lf8–b4+ unterteilen sich die Hauptvarianten: 
- 4. Lc1–d2

Neben dem sofortigen 4. … Lb4xd2+ kann der angegriffene Läufer b4 mit 4. … c7–c5 oder 4. … a7–a5 gedeckt werden, weil das Wiedernehmen auf b4 mit einem Bauern für Schwarz Raum am Damenflügel mit sich bringt.
Nach 4. … c7–c5 (eine Idee des lettischen IM Alvis Vītoliņš (1946–1997)) 5. Ld2xb4 c5xb4 stellt Schwarz seine Zentralbauern auf schwarze Felder (d6 und e5). Falls Weiß d4–d5 zieht, erhält Schwarz dank des vorgerückten Bauern b4 auf c5 ein Feld für einen seiner Springer. Dieser Sc5 drückt von dort gegen e4 und kontrolliert den Damenflügel, auf dem Schwarz dann einen Raumvorteil erhält. In dieser somit erreichten Konstellation versucht Weiß, mittels a2–a3 den Raumvorteil zu bekämpfen und die a-Linie für seinen Turm zu öffnen.
Flexibler ist die Deckung des angegriffenen Läufers b4 mit 4. … Dd8–e7.
- 4. Sb1–d2

Der Abtausch des Läufers b4 nach 5. a2–a3 Lb4xSd2+ erhält dem Weißen dank 4. Sb1–d2 das Läuferpaar. Der positive Punkt für Schwarz an 5. a2–a3 Lb4xSd2+ ist die Kontrolle über e4. Alternativ zieht Schwarz nach 4. … d7–d5 5. a2–a3 seinen Läufer zurück, weil eine Art Damengambit entsteht, in der der Damenspringer auf d2 etwas schlechter steht als auf seinem "natürlichen" Feld c3.
- 4. Sb1–c3

Danach geht die Partie durch Zugumstellung in die Nimzowitsch-Indische Verteidigung über.